# Billie Joe Armstrong
Billie Joe Armstrong (* 17. února 1972, Oakland, Kalifornie USA) je americký zpěvák a hudebník, frontman punkrockových skupin Green Day, The Longshot, The Network, Foxboro Hot Tubs, Pinhead Gunpowder a The Coverups.

## Mládí
Narodil se jako nejmladší ze šesti dětí v rodině jazzového muzikanta Andrewa „Andyho“ Armstronga, který pracoval jako řidič kamiónu. Matka pracovala jako servírka v lokální restauraci. Svoji první skladbu Look for Love nazpíval již v pěti letech v místní nahrávací společnosti Fiat Records. Jako malý chtěl také obcházet nemocnice a zpívat nemocným, aby se cítili lépe. Jeho otec Andy zemřel na rakovinu jícnu, když mu bylo deset. Dva roky na to se jeho matka znovu vdala. První elektrickou kytaru zvanou „Blue“ dostal v devíti letech od svého otce a dodnes používá některé její repliky.

## Kariéra

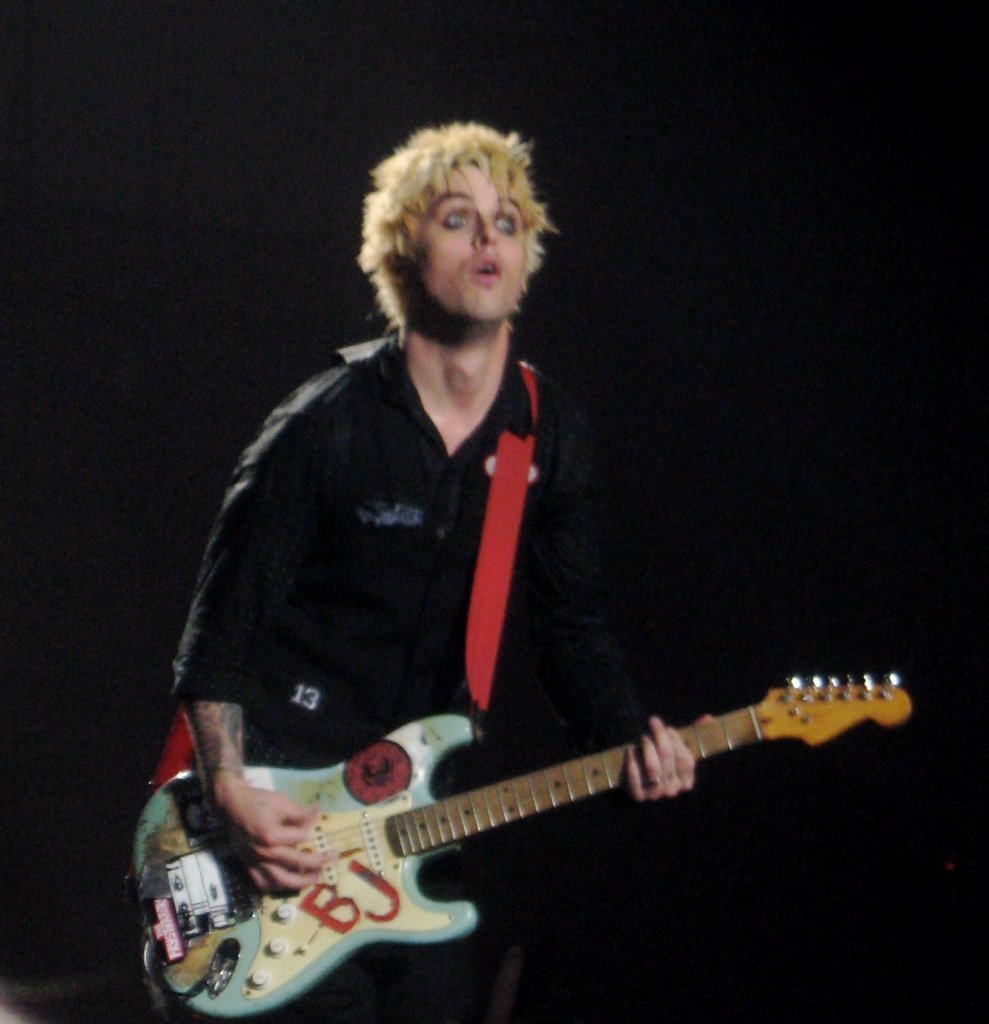
Billie Joe Armstrong v roce 2009

Když mu bylo deset let, seznámil se s Mikem Dirntem ve školním bufetu. Spolu začali hrát heavy metalové skladby od Ozzy Osbournea a dalších. Protože neměl moc v lásce svého otčíma, napsal o čtyři roky později písničku Why Do You Want Him o své matce a o „novém“ otci. V patnácti letech založil s Mikem a bubeníkem Johnem kapelu Sweet Children. Kvůli kapele také v 18 opustil školu . V této době dostal i přezdívku Two Dollar Bill – to byla cena, za jakou prodával jointy.
V roce 1990 opustil skupinu její bubeník John Kiffmeyer, aby se mohl věnovat škole. Místo něj nastoupil Tré Cool a skupina se přejmenovala na Green Day jako narážka na marihuanu. Začali cestovat po zemi a přitom přespávali v domech svých fanoušků.
V roce 2005 vydal píseň Wake me up when September ends pro svého otce, který zemřel na rakovinu.
V roce 2010 měl svůj debut na Broadway v muzikálu podle hitů Green Day – American Idiot, kde si zahrál roli drogového dealera St. Jimmyho. Po propagačním turné alba Revolution Radio v roce 2017 (se zastávkou v České republice 21.1.2017), Billie založil novou formaci The Longshot. S touto kapelou vydal LP s názvem "Love is for losers".

## Osobní život
V roce 1990 potkal Adrienne Nesser na jedné ranní show v Minneapolis. Vzali se 2. července 1994 během pětiminutového obřadu a den po svatbě Adrienne zjistila, že je těhotná. Jejich první syn Joseph „Joey“ Marcicano Armstrong se narodil 28. února 1995 a hraje na bicí v kapele SWMRS. Jejich druhý syn Jakob Danger Armstrong se narodil 12. září 1998 a je také hudebník. Celá rodina teď žije v Berkeley nedaleko San Francisca.
Billie Joe a jeho manželka vlastní Adeline Records.
V roce 2003 byl zadržen za jízdu v opilosti a překročení rychlostního limitu. Nadýchal 0,18 %, přičemž limit je 0,08 %.
V roce 2007 daboval sám sebe ve filmu Simpsonovi ve filmu.
Dne 23. září 2012 bylo oznámeno, že Billie nastoupil do léčebny kvůli závislosti na alkoholu a zneužívání léků na předpis po jeho zuřivém výstupu o dva dny dříve na hudebním festivalu iHeartRadio, kdy rozmlátil svou kytaru a začal uprostřed vystoupení sprostě nadávat pořadatelům, kteří oznámili, že jim do konce vystoupení zbývá 1 minuta. Od tohoto incidentu úspěšně abstinuje.

## Diskografie

### Green Day
- 39/Smooth (1990) – zpěv, kytara
- Kerplunk! (1992) – zpěv, kytara, bicí ("Dominated Love Slave")
- Dookie (1994) – zpěv, kytara, bicí ("All by Myself")
- Insomniac (1995) – zpěv, kytara
- Nimrod (1997) – zpěv, kytara, harmonika
- Warning (2000) – zpěv, kytara, mandolína, harmonika
- American Idiot (2004) – zpěv, kytara
- 21st Century Breakdown (2009) – zpěv, kytara, piano
- American Idiot: The Original Broadway Cast Recording (2010) – zpěv, kytara, piano
- Awesome as Fuck (2011) – zpěv, kytara
- ¡Uno! (2012) – zpěv, kytara
- ¡Dos! (2012) – zpěv, kytara
- ¡Tré! (2013) – zpěv, kytara
- Revolution Radio (2016) – zpěv, kytara
- Father of All Motherfuckers  (2020) – zpěv, kytara
- Saviors (2024) – zpěv, kytara

### The Longshot
- Love is for losers (EP) (2018) – zpěv, kytara